# 31920 Annamcevoy
31920 Annamcevoy è un asteroide della fascia principale. Scoperto nel 2000, presenta un'orbita caratterizzata da un semiasse maggiore pari a 2,2643399 au e da un'eccentricità di 0,0756248, inclinata di 7,12131° rispetto all'eclittica.
L'asteroide è dedicato alla studentessa irlandese Anna Maria McEvoy.